# Dragan Škrbić
Dragan Škrbić (serbisch-kyrillisch Драган Шкрбић; * 29. September 1968 in Kula, Jugoslawien) ist ein ehemaliger serbisch-spanischer Handballspieler. Seit 2023 ist er Mitglied der Hall of Fame der Europäischen Handballföderation.
Škrbić, der zuletzt für den spanischen Club FC Barcelona (Rückennr. 22) und für die serbische Handballnationalmannschaft auflief, wurde meist als Kreisläufer eingesetzt.
Dragan Škrbić begann 1988 in der serbischen Liga beim RK Roter Stern Belgrad, wo er 1990/91 die jugoslawische Meisterschaft gewann. 1993 wechselte er in die spanische Liga ASOBAL zu Atlético Madrid; 1994 zog er weiter zu CB Alzira und 1995 weiter zu Ademar León, wo er 1996/97 Torschützenkönig und bester ausländischer Spieler der Liga wurde. 1997 schloss er sich dem VfL Hameln in der 1. Handball-Bundesliga an und wurde zum besten Spieler der Saison 1997/98 gewählt. 1998 heuerte er bei RK Celje Pivovarna Lasko in der slowenischen Liga an und gewann 1998/99 und 1999/2000 in Slowenien Meisterschaft und Pokal. 2000 kehrte er zurück nach Deutschland, diesmal zur HSG Nordhorn. Im selben Jahr wurde er zum Welthandballer gewählt. 2002 ging er schließlich zum FC Barcelona. Hier gewann er 2002/03 und 2005/06 die spanische Meisterschaft, 2003/04 und 2006/07 den spanischen Pokal und den spanischen Supercup, 2002/03 den EHF-Pokal, 2003/04 den europäischen Supercup und 2004/05 die EHF Champions League.
Bei der Handball-Europameisterschaft der Herren 1996 gewann er genauso die Bronzemedaille wie bei den Weltmeisterschaften 1999 und 2001. Bei den Olympischen Spielen 2000 in Sydney wurde er zum besten Spieler des Turniers gewählt. In der Nationalmannschaft absolvierte er 215 Länderspiele.
Er beendete im Sommer 2008 seine Karriere.